# Liste der denkmalgeschützten Objekte in Sonntag (Vorarlberg)
Die Liste der denkmalgeschützten Objekte in Sonntag enthält die 9 denkmalgeschützten, unbeweglichen Objekte der Gemeinde Sonntag im Bezirk Bludenz.

## Denkmäler
| Foto |                 | Denkmal                                                                                          | Standort                                  | Beschreibung | Metadaten |
| ---- | --------------- | ------------------------------------------------------------------------------------------------ | ----------------------------------------- | --- | --- |
| ja   | Datei hochladen | Gasthaus Bad Rotenbrunnen mit Kapelle HERIS-ID: 60087 Objekt-ID: 71950                           | Bad Rothenbrunnen 29 Standort KG: Sonntag | Seit wann die Quellen von Bad Rotenbrunnen zu Heilzwecken genutzt werden, ist unbekannt. In einem Traktat des 15. Jahrhunderts wird von Ulrich Ellenbog ein Baneum rubenum erwähnt. Bei den Quellen befindet sich ein Gasthaus, daneben eine 1860 anstelle eines abgetragenen Vorgängerbaus errichtete Kapelle.                                                         | BDA-Hist.: Q23689594 Status: Bescheid Stand der BDA-Liste: 2025-06-30 Name: Gasthaus Bad Rotenbrunnen mit Kapelle GstNr.: .212, .460 Bad Rotenbrunnen mit Kapelle (Sonntag)                    |
| ja   | Datei hochladen | Widum HERIS-ID: 56149 Objekt-ID: 65185                                                           | Buchboden 2 Standort KG: Sonntag          | Der Blockbau mit zweigeschoßiger Giebelseite steht nördlich der Pfarrkirche und wurde im Jahr 1678 errichtet. | BDA-Hist.: Q38070161 Status: § 2a Stand der BDA-Liste: 2025-06-30 Name: Widum GstNr.: .154 |
| ja   | Datei hochladen | Volksschule HERIS-ID: 74454 Objekt-ID: 87859                                                     | Buchboden 10 Standort KG: Sonntag         | | BDA-Hist.: Q38134782 Status: § 2a Stand der BDA-Liste: 2025-06-30 Name: Volksschule GstNr.: .537                                                                                               |
| ja   | Datei hochladen | Kath. Pfarrkirche Unserer Lieben Frau Mariä Geburt mit Friedhof HERIS-ID: 74453 Objekt-ID: 87858 | Buchboden 156 Standort KG: Sonntag        | Die ehemalige Filiale der Pfarrkirche Sonntag wurde 1687 als Wallfahrtskirche zur Schmerzhaften Mutter Maria neu erbaut und 1710 zur Pfarrkirche erhoben. 1726 erfolgte ein Abbruch und Neubau eines barocken Zentralbaus mit vier Kreuzarmen. | BDA-Hist.: Q29156233 Status: § 2a Stand der BDA-Liste: 2025-06-30 Name: Kath. Pfarrkirche Unserer Lieben Frau Mariä Geburt mit Friedhof GstNr.: .156, 588 Pfarrkirche Mariä Geburt (Buchboden) |
| ja   | Datei hochladen | Kath. Pfarrkirche hll. Oswald und Dominikus mit Friedhof HERIS-ID: 74443 Objekt-ID: 87847        | Flecken Standort KG: Sonntag              | Im 14. und 15. Jahrhundert war die Kapelle eine Filiale der Doppelpfarre Bludesch-Thüringen und wurde zum heiligen Sunnentag genannt. 1393 wurde urkundlich ein Exkurrendokaplan und ein Friedhof genannt. 1406 wurde Sonntag Kuratie und bis spätestens 1457 Pfarre. 1806 wurde das durch Lawinen zerstörte Langhaus wieder aufgebaut und verlängert und 1820 geweiht. | BDA-Hist.: Q29052508 Status: § 2a Stand der BDA-Liste: 2025-06-30 Name: Kath. Pfarrkirche hll. Oswald und Dominikus mit Friedhof GstNr.: .1, 1 Pfarrkirche Hll. Oswald und Dominikus (Sonntag) |
| ja   | Datei hochladen | Heimatmuseum HERIS-ID: 74444 Objekt-ID: 87848                                                    | Flecken 17 Standort KG: Sonntag           | Das Heimatmuseum ist im Wohnteil eines Paarhofs aus dem 17. und 18. Jahrhundert untergebracht. Der zweigeschoßige wurde teils verschindelt und teils gebrettert über einem gemauerten Kellersockel errichtet. | BDA-Hist.: Q38134750 Status: § 2a Stand der BDA-Liste: 2025-06-30 Name: Heimatmuseum GstNr.: 23/4                                                                                              |
| ja   | Datei hochladen | Doppelwohnhaus des Paarhofes HERIS-ID: 74459 Objekt-ID: 87864seit 2012                           | Reutele 11 Standort KG: Sonntag           | Der Paarhof aus dem 17. Jahrhundert besteht aus einem giebelseitig erschlossenen zweigeschoßigen Doppelwohnhaus sowie dem Wirtschaftsgebäude mit gemauertem Stall. Der Türstock zum Wohnhaus ist mit 1662 bezeichnet. | BDA-Hist.: Q38134818 Status: Bescheid Stand der BDA-Liste: 2025-06-30 Name: Doppelwohnhaus des Paarhofes GstNr.: .304                                                                          |
| ja   | Datei hochladen | Bauernhaus HERIS-ID: 74458 Objekt-ID: 87863                                                      | Reutele 13 Standort KG: Sonntag           | Der Türstock zum Wohnhaus des halbvollendeten Einhofs ist mit 1684 bezeichnet. | BDA-Hist.: Q38134806 Status: Bescheid Stand der BDA-Liste: 2025-06-30 Name: Bauernhaus GstNr.: .308                                                                                            |
| ja   | Datei hochladen | Wohnhaus einer Paarhofanlage HERIS-ID: 74452 Objekt-ID: 87856seit 2013                           | Seeberg 4 Standort KG: Sonntag            | | BDA-Hist.: Q38134760 Status: Bescheid Stand der BDA-Liste: 2025-06-30 Name: Wohnhaus einer Paarhofanlage GstNr.: .130                                                                          |